# Fanciulle di lusso
Fanciulle di lusso è un film del 1952 diretto da Bernard Vorhaus.

## Trama
L'americana Susan viene mandata dai ricchi genitori fra le Alpi svizzere in un collegio di lusso, in cui le figlie dell'alta società internazionale si preparano alla vita mondana: la disciplina di studio preferita dalle ragazze sembra essere come trovare un uomo ricco e sposarlo. Susan non eccelle in questa materia e per questo subisce il bullismo delle studentesse più sveglie e disinibite, che termina solo quando suscita l'interesse di un ricco americano da cui viene assiduamente corteggiata. Durante un'escursione con altri ragazzi, Susan e le sue compagne restano bloccate a causa di una tempesta di neve e devono trascorrere la notte fuori. Le soccorre un giovane del luogo, Andrea, del quale Susan presto si innamora, ricambiata. La direttrice del collegio, scandalizzata per questo flirt fra una ragazza altolocata e un giovane di umili condizioni, richiama i genitori di lei: suo padre, ex playboy, sostiene che la figlia deve "imparare le lezioni della vita" e pertanto vorrebbe che continuasse i suoi studi in collegio. La madre invece si rende conto dell'ipocrisia che domina nell'ambiente e decide di tornare a casa portando Susan con sé. Andrea riesce ad ottenere una borsa di studio e a raggiungerla negli Stati Uniti, dove potrà diventare ingegnere e finalmente sposarla.

## Accoglienza

### Incassi
Incasso accertato sino al 31 marzo 1959 £ 106.214.469.

## Location
Alcune scene sono state girate al Monte Terminillo.